# Lerbæk (Hover Sogn)
 For alternative betydninger, se Lerbæk. (Se også artikler, som begynder med Lerbæk)
Lerbæk var i væbneren Niels Stangebergs besiddelse fra 1434. Gården ligger fem km nord for Vejle ved landevejen til Jelling. Lerbæk ligger i Hover Sogn i Vejle Kommune. Hovedbygningen er opført i 1793 og ombygget i 1890-1891.
Lerbæk Gods er på 1000,3 hektar med Grund, Røjkjærgaard, Kjerkegård og Stoubylund
På Lerbæk mark afholdt Frederik 7. den 18. september 1848 revy over de hjemvendende soldater fra hæren. 

## Ejere af Lerbæk
- (1434-1478) Niels Stangeberg
- (1478) Maren Nielsdatter Stangeberg gift Brockenhuus
- (1478-1495) Peder Brockenhuus
- (1495-1512) Johan Pedersen Brockenhuus
- (1512-1520) Anne Kjeldsdatter Juel gift Brockenhuus
- (1520-1587) Johan Johansen Brockenhuus
- (1587-1616) Kjeld Johansen Brockenhuus
- (1616-1648) Johan Kjeldsen Brockenhuus
- (1648-1664) Erik Johansen Brockenhuus
- (1664) Lauge Rodsteen
- (1664-1672) Otto Pogwisch
- (1672) Margrethe gift (1) Boysen (2) Nissen
- (1672-1684) Nicolaj Nissen
- (1684-1690) Margrethe gift (1) Boysen (2) Nissen
- (1690-1695) Nicolaj Nissen
- (1695-1704) Herman Lorens Nissen
- (1704-1706) Mathias Moth
- (1706-1730) Christian Güldencrone
- (1730-1743) Christian 6.
- (1743) Emanuel Thygesen
- (1743) Henrik Ammitzbøll / Clemen Marcussen
- (1743-1755) Clemen Marcussen
- (1755) Bonde Simonsen / Mogens Nellemann
- (1755-1783) Mogens Nellemann
- (1783-1800) Jens Mogensen Nellemann
- (1800-1803) Emanuel de Thygeson / Peter von Paulsen
- (1803) Jens Schoutrup
- (1803) Iver Nyboe / P.G. Langeballe / Jens Sørensen
- (1803-1818) Johan Conrad Stautz
- (1818-1828) Margrethe Magdalene Winckelmann gift Stautz
- (1828-1843) Rasmus Ingwersen
- (1843-1874) F.A. Søltoft
- (1874-1925) Georg Sass
- (1925-1956) Anders Runsti Dinesen
- (1956-1962) Thomas Fasti Dinesen (bror)
- (1962-1982) Hans Vincent Dinesen (søn)
- (1982-2003) Jens Kraft Dinesen (fætter)
- (2003-2005) Boet efter Jens Kraft Dinesen
- (2005-) Birgit Bech gift Pilegaard / Jørgen Lund Pilegaard

|  | Denne artikel om en bygning eller et bygningsværk kan blive bedre, hvis der indsættes et (bedre) billede. Du kan hjælpe ved at afsøge Wikimedia Commons for et passende billede eller lægge et op på Wikimedia Commons med en af de tilladte licenser og indsætte det i artiklen. |

55°44′40″N 9°29′28″Ø / 55.74444°N 9.49111°Ø